# Presidencia de Danilo Medina
La presidencia de Danilo Medina Sánchez, 66.°presidente de la República Dominicana, comenzó el 16 de agosto de 2012 y terminó el 16 de agosto de 2020, cumpliendo con dos mandatos presidenciales de 4 años. En ambos períodos la vicepresidencia estuvo ocupada por Margarita Cedeño, segunda mujer en ocupar el cargo en el país.
Danilo Medina alcanzó la presidencia después de las elecciones presidenciales del 16 de mayo de 2012. Después de la reforma constitucional de 2015, Medina se presentó a una segunda candidatura en las elecciones generales del 15 de mayo de 2016, las cuales ganó con un 61% de los votos. No pudiendo presentarse para las elecciones generales de 2020 acorde a la Constitución, Medina concluyó su mandato el 16 de agosto de 2020.

## Gabinete
Como Presidente de la República Dominicana, Medina tuvo la facultad de nombrar a los ministros que constituían su gabinete.

### Primer mandato
Con la toma de posesión el 16 de agosto de 2012, Medina anunció quiénes constituirían su primer gabinete, así como quiénes desempeñarían otros cargos de importancia nacional.
- Ministro de la Presidencia: Gustavo Montalvo
- Ministro administrativo de la Presidencia: José Ramón Peralta
- Procurador general: Francisco Domínguez Brito
- Ministro de las Fuerzas Armadas: Sigfrido Pared Pérez
- Ministro de Interior y Policía: José Ramón Fadul
- Ministro de Industria y Comercio: José del Castillo Saviñón
- Ministro de Obras Públicas y Comunicaciones: Gonzalo Castillo
- Ministro de Relaciones Exteriores: Carlos Morales Troncoso

- Ministra de Educación: Josefina Pimentel
- Ministra de Educación Superior Ciencia y Tecnología: Ligia Amada Melo
- Ministro de Salud Pública y Asistencia Social: Freddy Hidalgo
- Ministro de Administración Pública: Ramón Ventura Camejo
- Ministro de Economía, Planificación y Desarrollo: Temístocles Montás
- Ministro de Hacienda: Simón Lizardo
- Ministro de Cultura: José Antonio Rodríguez
- Ministro de Agricultura: Luis Ramón Rodríguez
- Ministro de la Juventud: Jorge Minaya
- Ministro de Turismo:Francisco Javier García Fernández
- Ministro de Deportes, Educación Física y Recreación: Jaime David Fernández Mirabal
- Ministra de la Mujer: Alejandrina Germán
- Ministra de Trabajo: Maritza Hernández
- Ministro de Medio ambiente y Recursos Naturales: Bautista Rojas Gómez
- Consultor Jurídico: César Pina Toribio

Otros cargos nombrados por Medina fueron:
- Gobernador del Banco Central de la República Dominicana: Héctor Valdez Albizu
- Director de la Corporación Dominicana de Empresas Eléctricas Estatales: Rubén Bichara
- Superintendente de Seguros: Euclides Gutiérrez Féliz
- Director general de Aduanas: Fernando Fernández
- Director general de Impuestos Internos: Guarocuya Félix
- Presidente de la Refinería Dominicana de Petróleo: Félix Jiménez

### Segundo mandato
Con el inicio de su segundo período presidencial, algunos funcionarios continuaron en sus cargos, mientras que otros cambiaron su puesto o fueron sustituidos.
- Ministro de la Presidencia: Gustavo Montalvo
- Ministro administrativo de la Presidencia: José Ramón Peralta
- Procurador general: Jean Alain Rodríguez
- Ministro de Relaciones Exteriores: Miguel Vargas Maldonado
- Ministro de Interior y Policía: Carlos Amarante Baret
- Ministro de Defensa: Rubén Darío Paulino Sem
- Ministro de Economía, Planificación y Desarrollo: Isidoro Santana
- Ministro de Hacienda: Donald Guerrero
- Ministro de Educación: Antonio Peña Mirabal
- Ministro de Salud Pública y Asistencia Social: Altagracia Guzmán Marcelino
- Ministro de Obras Públicas y Comunicaciones: Gonzalo Castillo
- Ministro de Medio Ambiente y Recursos Naturales: Francisco Domínguez Brito
- Ministro de Industria y Comercio: Juan Temístocles Montás
- Ministro de Agricultura: Ángel Estévez
- Ministro de Turismo: Francisco Javier García
- Ministra de Educación Superior Ciencia y Tecnología: Alejandrina Germán
- Ministro de Trabajo: José Ramón Fadul
- Ministro de Administración Pública: Ramón Ventura Camejo
- Ministro de Cultura: Pedro Vergés
- Ministra de la Mujer: Janet Camilo Hernández
- Ministro de Deportes, Educación Física y Recreación: Danilo Díaz Vizcaíno
- Ministro de la Juventud: Robianny Balcácer
- Ministro de Energía y Minas: Antonio Isa Conde

## Economía

### Presupuesto 2013 y pacto con el FMI
Luego de que un equipo técnico del Fondo Monetario Internacional visitara el país durante una semana en septiembre de 2012, Danilo Medina prometió entregar el nuevo presupuesto antes de finalizar el año 2012, con el un posible acuerdo con el FMI. Más tarde el congreso nacional promulgó una ley que le concedió al Poder Ejecutivo 40 días más de la fecha prevista (1 de octubre de 2012) para entregar el presupuesto que regirá el año 2013.[cita requerida]
En este presupuesto habrá tres pactos polémicos: El 4% del PIB a la educación, solución al problema energético y el pacto fiscal, los tres, promesas de campaña de Danilo Medina y temas polémicos desde hace décadas.

### Proyecto de reforma fiscal
A principios de octubre de 2012 el equipo económico del gobierno de Danilo Medina realizó una propuesta de Reforma Fiscal para poder compensar un déficit del 6,4% del PIB y se espera que al finalizar el año sea de un 8%[cita requerida] y poder cumplir con el 4% del PIB para la educación preuniversitaria entre otras propuestas hechas por Medina durante la campaña electoral.
La propuesta entre otras cosas contenía los siguientes puntos:
- Gravar de 16% a 18% los productos con ITBIS (Impuesto de Transferencia e Importación de Bienes Industrializados).
- La presión tributaria se elevará de un 13% a un 15%
- Impuesto a las Zonas Francas de un 10%
- Impuesto a las bebidas Alcohólicas de un 7.5% a un 15%
- Gravamen a los vehículos de motor según sus emisiones de Co2 entre 0% y 6% de su valor en el mercado.
- Impuestos al tabaco y cigarrillo entre 43.50 los de 20 unidades y 21.75 en los de 10 unidades.[5]

Finalmente el 6 de noviembre de 2012 el proyecto de reforma fiscal sometido por el poder ejecutivo al poder legislativo fue aprobado en primera lectura y con carácter de emergencia por 20 diputados en dicha cámara con 106 votos a favor y 75 en contra buscando recaudar 46 mil millones de pesos para el presupuesto de 2013.

## Salud
El presidente Danilo Medina ha construido y reconstruido muchos hospitales

## Educación
Creación de escuelas alrededor de todo el distrito nacional. “El presidente medina ha hecho historia al convertirse en el único presidente en aplicar el 4% a la educación y el primero en pensar seriamente en un programa de tanda extendida, ya que no es casualidad que en países desarrollados sus niños entran a la escuela a las 8 am y son despedidos hacia sus casas luego de las 3 pm, de alguna manera esa educación intensiva debe impactar”.
“Estos esfuerzos a gran escala de Medina, están comprometidos con un plan de nación de continuidad de Estado, que a mediano y largo plazo pueda ser posible cosechar la conquista educativa de esas generaciones de niños que el presidente está preparando, aunque los resultados Danilo los verá como ciudadano y no como presidente por razones obvias de tiempo, pero esta será su herencia al pueblo dominicano que se manifestará en el desarrollo humano, de cara a lograr el anhelado estado de bienestar y cumplir con los objetivos del milenio. Esta continuidad de Estado le dará sentido a la implementación de la Estrategia Nacional de Desarrollo”.
“República Dominicana en este momento dentro de sus políticas públicas de educación, se encuentra desarrollando un programa de tanda extendida que ha iniciado como un plan piloto que se ha ido expandiendo en todo el sistema educativo. Vale destacar que, uno de los aspectos mas dramáticos del impacto de esta política es que de 1,997,218 estudiantes inscritos en el sistema educativo estatal en el presente año escolar 2014-2015, 814,474 se encuentran en la tanda extendida, lo que claramente indica que se ha incorporado un 40 % del estudiantado publico. Todo lo anterior es con la finalidad de ampliar las horas de estudios de los niños”.

## Corrupción
El gobierno del presidente Danilo Medina se vio envuelto en varios casos de corrupción administrativa.
Entre los casos más destacados están la sobrevaloración de proyectos como el de las plantas a carbón de "Punta Catalina" y la remodelación de varios hospitales. Otros escándalos de corrupción fueron los de la oficina metropolitana de servicios de autobuses y la oficina supervisora de obras del estado OISOE.

### Escándalo Odebrecht
Según los funcionarios judiciales estadounidenses, entre los años 2001 y 2014, Odebrecht estuvo relacionado con pagos ilícitos por valor de más de US$92 millones de dólares en República Dominicana, durante varios gobiernos que le habrían dado beneficios económicos y contratos por más de US$163 millones de dólares, en otros contratos de construcción de obra pública en ese país durante gobiernos pasados.
La Procuraduría General de la República de la nación caribeña ya dijo que "actuará con toda responsabilidad" en el caso, aunque por el momento solo conocía la información publicada en la web del Departamento de Justicia de Estados Unidos. 
Como ente activo, la PGR está solicitando formalmente a las autoridades correspondientes de Estados Unidos, toda la información recopilada en la referida investigación sobre las actuaciones de Odebrecht en República Dominicana durante gobiernos pasados, dijo el Ministerio Público a través de un comunicado. En un trabajo publicado por la cadena internacional Telesur, el 2 de febrero de 2017, elaborado por el analista político Geovanny Vicente Romero, la relación estrecha entre el sector privado y el sector público dominicano queda al descubierto cuando tanto el presidente Danilo Medina, como el procurador general Jean Alain Rodríguez y miembros de la prensa, son señalados como personas que asistieron a eventos organizados por las empresas del único sospechoso del caso hasta la fecha, el empresario Angel Rondón, de acuerdo a varias fotografías. El estudio hace un análisis del caso en cinco países, quedando la República Dominicana como el país con mayor cantidad de sobornos y menor acción judicial, ya que no cuentan con ningún acusado hasta el momento.

## Violencia

### Violencia en los primeros 100 días de gobierno

#### Asesinato de joven en laUASD
La tarde del 8 de noviembre de 2012 fue ultimado de varios balazos por la Policía Nacional el estudiante de medicina William Florián Ramírez de 21 años en las inmediaciones de la Universidad Autónoma de Santo Domingo, el joven participaba en protestas violentas acaecidas en la universidad estatal en contra de la Reforma Fiscal (aprobada dos días antes) y los alegados casos de corrupción del gobierno de Leonel Fernández.[cita requerida]
En primera instancia la Policía Nacional presentó videos y fotografías del supuesto joven con un arma y encapuchado corriendo por las inmediaciones de la UASD, las pruebas fueron tan absurdas que las mismas presentan al joven encapuchado sorprendido cerca del lugar donde ultimaron a William Florián Ramírez, al día siguiente el rector de la UASD Mateo Aquino Febrillet presentó varios videos de jóvenes que estaban en el lugar de los hechos donde se escuchaba al raso Jairon Ramón Medrano Germosén vociferar Le di en la cabeza a uno coño, ya no vuelve a joder finalmente el raso fue dado de baja y sometido a la justicia,[cita requerida] los agentes: Teniente Coronel Ernesto Díaz Quezada, Capitán Marcelo Alcántara Valdéz, Primer Teniente Guillermo Rosario Guerrero, Segundo Teniente Gabino Castro Lucas y Raso Eder Alexander Matos Feliz fueron cancelados de sus puestos por no saber manejar la situación.[cita requerida] Días después de la rueda de prensa que hiciera la policía nacional presentando las pruebas, destituyeron al Relacionador Público de la Policía Diego Pesqueira.[cita requerida]

## Opiniones y críticas
En un trabajo publicado por el periódico argentino Política Comunicada y reproducido por la prestigiosa universidad de Vanderbilt, en Tennessee, el politólogo Geovanny Vicente Romero analizaba un artículo publicado por el Blog Gobernarte, del Banco Interamericano de Desarrollo (BID), el cual lleva por título “Como aprovechar al máximo su luna de miel”,     haciendo referencia a esos primeros tiempos de un gobierno, aquellos donde los presidentes gozan de una gran aceptación y popularidad en la población. Por esta razón,  se seleccionó a la República Dominicana como caso de estudio,  explicando algunas de las razones para el éxito del caso dominicano. “República Dominicana es uno de los mejores ejemplos de esta luna de miel, pues el presidente Danilo Medina en sus primeros tres años en el poder todavía gozaba de una aceptación como ningún gobernante latinoamericano, manteniendo una popularidad positiva en su último año de gestión. De acuerdo a algunos sondeos publicados a fines de 2014, la República Dominicana parece ser un buen ejemplo de esta luna de miel, ya que el presidente Danilo Medina, luego de dos años en el poder, estaba con Rafael Correa del Ecuador, como los gobernantes latinoamericanos mejor valorados”.